# Bartolomějská
Bartolomějská je ulice na Starém Městě v Praze, spojující jednosměrně ulice Karoliny Světlé a Na Perštýně. Nazvaná je podle kostela svatého Bartoloměje postaveného v letech 1726–31.

## Historie a názvy
Ulice vznikla v 13. století a nazývala se původně Benátská podle domu zvaného „Benátky“. Další názvy:
- od konce 14. století – V Jeruzalémě nebo Jeruzalémská
- od roku 1660 – Horní Konviktská
- od poloviny 18. století – Bartolomějská

Činnost pražského tělovýchovného spolku Sokol začal 1. března 1862 v tělocvičně v Bartolomějské ulici.
Bartolomějská později proslula zejména jako sídlo Bezpečnostního oddělení - IV. oddělení policejního ředitelství, přezdívaného "Pražská čtyřka" (známé např. i z případů rady Vacátka) a nechvalně i jako sídlo komunistické Státní bezpečnosti.

## Budovy, firmy a instituce
- Služba kriminální policie a vyšetřování PČR – č. 312/6[4]
- Kostel svatého Bartoloměje – č. 293/9a [5]
- Kino Ponrepo – č. 291/11
- Knihovna Národního filmového archivu - č. 291/11[6]
- Kriminalistický ústav PČR – č. 310/12
- Obvodní ředitelství policie Praha I – č. 347/14[7]